# ZenMarket

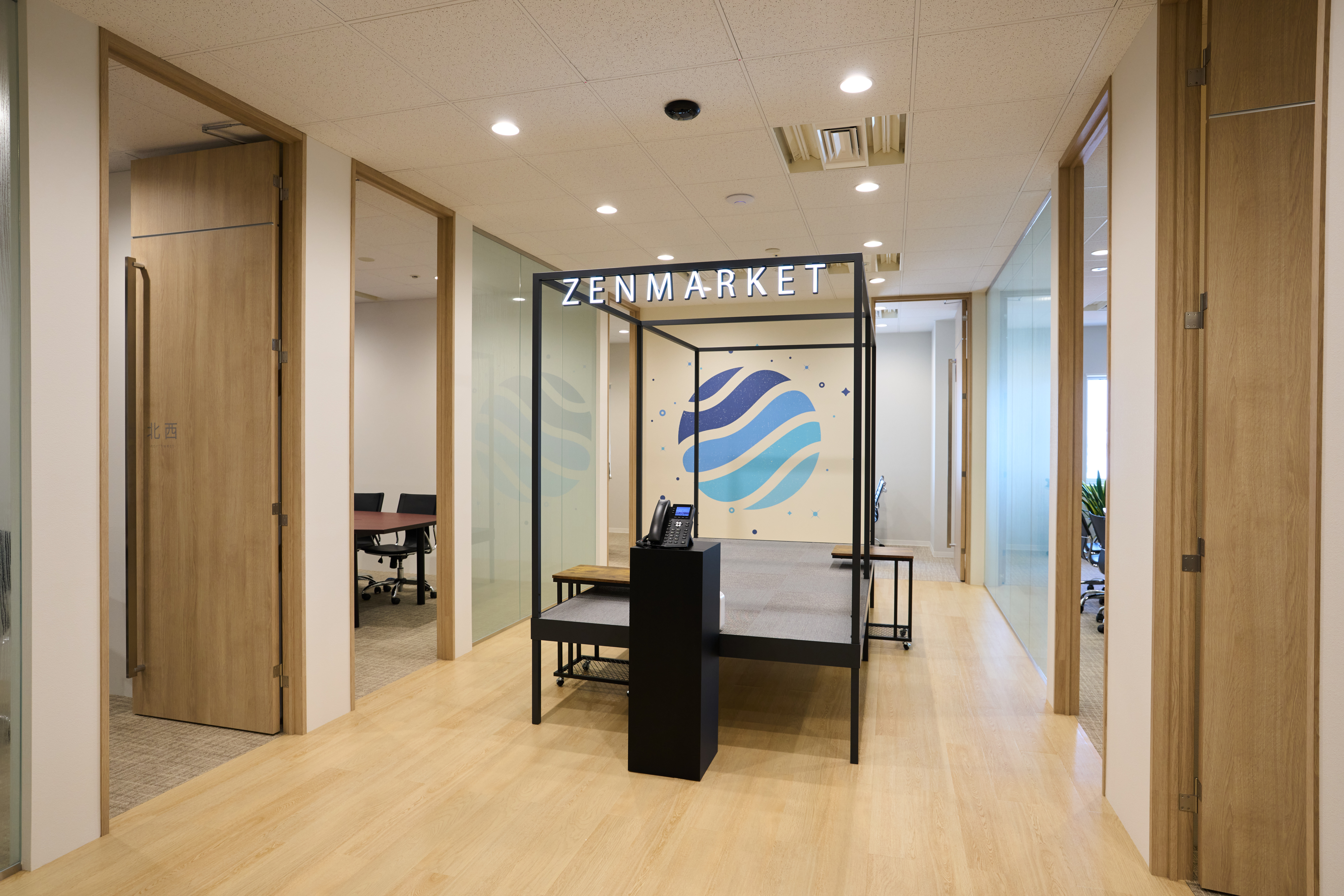
Bureaux de ZenMarket à Osaka.

ZenMarket est une société d'e-commerce japonaise fondée en 2014 dont le siège et les entrepôts se trouvent à Osaka, au Japon. C'est un service d'achat pour le Japon (appelé aussi proxy, service proxy ou intermédiaire d'achat) qui permet aux utilisateurs de différents pays ne résidant pas au Japon d'acheter des produits sur presque tous les sites d'e-commerce japonais.
Elle permet également possible d'acheter sur d'autres plateformes d'achat japonaises comme Mercari (en), Rakuten, Rakuma ou Yahoo! Shopping et de placer des enchères sur des plateformes d'achat en ligne telles que Yahoo! Auctions, le principal site d'enchère au Japon. Les frais de service fixes sont de 300 yens par article.
ZenMarket propose également un service de box de produits japonais à abonnement mensuel, ZenPop ZenPlus, un service de marketing à l'étranger pour les entreprises japonaises, et ZenPromo, un service qui aide les entreprises japonaises à se faire connaître à l'étranger.

## Historique
ZenMarket a été fondée en avril 2014 sous le nom de ZenMarket GK par trois étudiants ukrainiens et une étudiante russe, puis renommée ZenMarket en octobre 2017,. En 2016, ZenMarket a lancé ZenPlus, une plate-forme de commerce électronique intégrée où les entreprises et les magasins japonais peuvent vendre leurs produits à l'étranger,.
Sur ZenPlus a notamment eu lieu la vente et l'achat de plusieurs cartes à collectionner Pokémon "Pikachu Illustrator". Une de ces cartes a été vendue pour 25 millions de yens en juin 2020, une autre pour 22 millions de yens en août 2020 et la plus chère pour 38 millions de yens en février 2021,,.
En 2017, les ventes de ZenMarket ont atteint 2,2 milliards de yens et 3,1 milliards de yens en 2018. En 2019, le nombre d'utilisateurs enregistrés a atteint 547 835 utilisateurs.
En mars 2021, ZenMarket se classait 208e au classement FT : Asia-Pacific High-Growth Companies 2021. En avril 2021, le nombre d'utilisateurs enregistrés sur ZenMarket a dépassé le million. L'entreprise expédie des colis dans plus de 150 pays. En février 2023, l'entreprise affiche plus de 1.7 million d'utilisateurs inscrits sur la plateforme.
- 2014
  - Avril - Création de ZenMarket Co., Ltd. et lancement de "ZENMARKET", service d'achat pour le Japon.
  - Juin - Expansion des activités vers les pays anglophones (début des exportations vers Singapour, les États-Unis et plusieurs pays européens) Lancement des versions en anglais et en ukrainien du site Web.
  - Novembre - Introduction sur le site de la plateforme Yahoo! Auctions et de son système d'enchères automatiques.
- 2015
  - Juin - Déménagement du siège social à Kamishinjo, Suita City, Osaka.
- 2016
  - Octobre - Lancement du service de box par abonnement "ZenPop".
  - Décembre - Lancement de la plateforme d'e-commerce "ZenPlus".
- 2017
  - Février - Déménagement du siège social à Itachibori, Nishi-ku, Osaka.
  - Mai - Lancement de la version du site en espagnol.
  - Octobre - Changement de statut de l'entreprise d'une société à responsabilité limitée à une société par actions.
  - Novembre - Augmentation du capital à 20 millions de yens.
  - Décembre - Lancement de la version du site en français.
- 2018
  - Octobre - Les ventes mensuelles des plus de 350 000 utilisateurs enregistrés dépassent 250 millions de yens.
- 2019
  - Mars - Des colis sont expédiés dans plus de 135 pays. Plus de 450 000 utilisateurs sont enregistrés sur la plateforme et plus de 190 000 colis ont été expédiés.
  - Juin -  La version en malais du site Web est créée.
  - Septembre - La version en vietnamien du site Web est créée.
  - Décembre - Plus de 600 000 utilisateurs sont enregistrés sur la plateforme.
- 2020
  - Mai - Introduction des paiements en cryptomonnaies.
  - Juin - Plus de 800 000 utilisateurs enregistrés sur le site.
  - Juillet - La carte Pokémon la plus chère au monde "Pokémon Illustrator" est vendue sur ZenPlus pour 25 millions de yens.
  - Août - Début de la coopération avec "WORLD SWITCH", un système de gestion centralisée pour e-commerce spécialisé dans la vente de produits d'occasion.
  - Septembre - Augmentation du capital à 80 millions. Lancement de la version du site en arabe.
  - Octobre - Le nombre d'enchères gagnées sur la plateforme via Yahoo! Auctions dépasse le million. Les ventes mensuelles dépassent 500 millions de yens.
  - Novembre - Le nombre d'ouvertures de magasins sur la plateforme e-commerce "ZenPlus" dépasse les 1000 et le nombre de produits enregistrés et disponibles dépasse les 5 millions.
  - Décembre - 900.000 utilisateurs enregistrés sur la plateforme et plus de 400.000 colis expédiés au total. Les ventes mensuelles dépassent 600 millions de yens.
- 2021
  - Janvier - Le record de la carte Pokémon la plus chère au monde, une "Pokémon Illustrator (Pikachu Illustrator)" est à nouveau battu. Elle sera vendue sur ZenPlus pour 38 millions de yens.
  - Mars - Plus d'un million d'utilisateurs possèdent un compte sur ZenMarket. Le Financial Times Nikkei Asia classe ZenMarket 208e dans les entreprises à forte croissance Asie-Pacifique 2021 sur Statista.
  - Avril - L'entreprise célèbre son 7e anniversaire. L'évènement bénéficie d'une couverture presse par le magazine Nikkei Business. Des colis sont expédiés dans plus de 150 pays et les ventes mensuelles dépassent les 700 millions de yens.
  - Mai - La version en allemand du site Web est créée.
  - Juin - La version indonésienne du site Web est créée. Plus de 1,1 million d'utilisateurs sont enregistrés et les ventes mensuelles dépassent les 800 millions.
  - Juillet - Nouvelle version du site disponible en langue thaï. Les ventes annuelles atteignent 7,2 milliards de yens.
  - Août - Le nombre d'utilisateurs inscrits dépasse 1,2 million.
  - Décembre - Plus de 1,4 million d'utilisateurs sont inscrits. Lancement de la version italienne du site.
- 2022
  - Janvier - Lancement du site en turc.
  - Février - Lancement du site en portugais.
  - Décembre - L'entreprise est renommée ZenGroup Co., Ltd.
- 2023
  - Janvier - Lancement du site en polonais.
  - Février - La plateforme Mercari est intégrée à ZenMarket.
  - Mars - Lancement du site en coréen.